# Stigmergie
Stigmergie is een mechanisme van indirecte interactie en samenwerking tussen actoren (organismen, machines, programma’s etc.) via hun omgeving of een daarvoor bedoeld platform. Het begrip is afkomstig uit de biologie en is een mechanisme van gedecentraliseerde controle waarmee extreem complexe taken kunnen worden uitgevoerd zonder dat daarvoor intelligente aansturing, planning, directe communicatie tussen de actoren of overzicht voor nodig is. Dit maakt stigmergische systemen robuust en eenvoudig, waarbij eenvoudig specifiek geldt voor de actoren en mechanismen, niet voor het resultaat of de resulterende interactie.

## Herkomst
De Franse bioloog Pierre-Paul Grassé introduceerde het begrip stigmergie. Hij definieerde stigmergie als het stimuleren van werkers door middel van de resultaten van hun werkzaamheden. Het begrip is afgeleid van de Griekse woorden stigma (teken, kenmerk) en ergon (werk, activiteit).
Stigmergie werd voor het eerst waargenomen bij sociale insecten. Mieren wisselen bijvoorbeeld informatie uit door geursporen achter te laten wanneer zij voedsel dat zij ontdekten, terugdragen naar het nest. De volgende golf mieren hoeft daardoor niet meer zelf op ontdekking, maar kan via de sporen direct naar het voedsel lopen en op de terugweg het spoor versterken. Wanneer het voedsel uiteindelijk is uitgeput, verdampt het spoor vanzelf weer omdat steeds meer mieren niets meer terugdragen langs het spoor. Zonder met elkaar te communiceren en zonder te worden aangestuurd kunnen mieren zo een routenet naar hun voedsel onderhouden. 
Sinds het begrip werd gedefinieerd zijn vele vormen en toepassingen van stigmergie ontdekt, ook bij menselijke samenwerking. Het plattreden van een gras waardoor een route ontstaat die andere mensen ook gaan volgen is zo’n eenvoudig voorbeeld. Als de route niet meer voldoet, zal er weer gras over groeien en zullen andere paden ontstaan. Mensen kunnen zo zonder overleg goede paden vinden door het gras. De samenwerking op het Web 2.0 voldoet ook aan de definitie van stigmergie: mensen over de hele wereld werken samen door hun content achter te laten voor anderen die daarop actie kunnen ondernemen. De website fungeert dan als communicatieplatform.
Stigmergie is een vorm van zelforganisatie. De zelforganisatie (emergentie of emergent gedrag) en het vaak niet-lineaire gedrag maakt dat stigmergie valt onder de studie van de complexiteit en ‘complexe systemen’. Het verschijnsel wordt nog maar nauwelijks doorgrond laat staan overzien.
Stigmergische systemen combineren eigenschappen die niet snel tezamen in andersoortige systemen kunnen worden teruggevonden: ze bestaan uit eenvoudige onderdelen, zijn extreem schaalbaar en robuust, kunnen meestal eenvoudig worden geïntegreerd met hun omgeving en kunnen ondanks hun structurele eenvoud bijzonder complexe resultaten opleveren.
Later werd steeds meer verschil gemaakt tussen verschillende soorten stigmergie zoals toen E.O. Wilson de term sematektonische communicatie introduceerde. Dit begrijp werd afgeleid van de Griekse woorden sema (signaal, token) en tecton (bouwer, werker). Hiermee bedoelde Wilson het soort stigmergie dat niet is gebaseerd op in de omgeving achtergelaten sporen, zoals feromonen, maar op de toestand van het platform.

## Opbouw van stigmergische systemen
Stigmergie wordt gekenmerkt door twee componenten:
- Een omgeving waarin signalen worden aangebracht
- Actoren (meer formeel: agenten) die reageren op die signalen en die ook achterlaten of modificeren

De omgeving heeft:
- Toestand (zichtbaar voor de actoren, bestaande uit ‘signalen’)
- Mechanisme of programma (van toestandsverandering) (de dynamica van het platform die de evolutie van het platform beheerst)

Elke actor heeft:
- Toestand (normaal gesproken onzichtbaar buiten de actor)
- Sensoren (waarmee de toestand van het platform kan worden waargenomen)
- Attenuatoren (waarmee ze de toestand van het platform kunnen aanpassen)
- Reflexen of programma (hun al dan niet intelligente reacties op de waargenomen signalen van het platform)

Belangrijk verschil tussen actoren en platform is dat een actor zijn toestand verborgen houdt en het platform juist niet. In de meeste gevallen is een actor ook monolithisch en eenvoudig voor de buitenwereld terwijl het platform juist samengesteld en meervoudig is.

## Soorten stigmergie
Er bestaan verschillende soorten van stigmergische interactie. Over het algemeen wordt onderscheid gemaakt tussen de volgende vier variaties:
- Kwalitatieve versus kwantitatieve stigmergie
- Marker-based versus sematektonisch stigmergie

Marker-based stigmergie betreft het soort waarbij de actoren bepaalde sporen aanbrengen (of verwijderen) hetgeen andere actoren tot actie kan aanzetten terwijl sematektonische stigmergie is gebaseerd op de momentane toestand van het platform.
Kwalitatieve stigmergie is gebaseerd op de aanwezigheid van een bepaald signaal of bepaalde toestand terwijl kwantitatieve stigmergie uitgaat van een combinatie of gradiënt van signalen.

## Voorbeelden van stigmergie
Sociale insecten
Sociale insecten (mieren, wespen, bijen, termieten) maken intensief gebruik van stigmergie en dat stelt ze in staat ondanks hun (veronderstelde) lage intelligentie en beperkte individuele capaciteiten toch enorm complexe bouwwerken te maken en onderhouden. Mieren onderhouden hun voedselnet door middel van feromonensporen. De meeste sociale insecten gebruiken tientallen verschillende feromonen om hun onderlinge samenwerking mee te coördineren. Wespen bouwen hun nesten op basis van de patronen die ze herkennen in de reeds bestaande structuur. Termieten bouwen hun termietenheuvels door individueel modderballen te maken en die op basis van de aanwezige feromonenverdeling te plaatsen en zelf ook weer te markeren. 
Verkeer
Het dagelijkse verkeer is ook gebaseerd op stigmergische concepten. De deelnemers in het verkeer kunnen met elkaar samenwerken via de borden en signalen in de omgeving. Tijdens autorijlessen wordt de deelnemers geleerd hoe ze moeten reageren op de verschillende signalen. Daarnaast baseren ze hun acties ook op de aanwezigheid van andere deelnemers. Het transportsysteem dat zo ontstaat functioneert zonder directe communicatie en zonder centrale aansturing. Het is robuust, zelfschalend en eenvoudig genoeg om de gehele bevolking in te kunnen laten deelnemen.
Open source software-ontwikkeling
Het ontwikkelen van open source software op een daartoe geschikt internetplatform is ook een vorm van stigmergie. De initiële gebruikers laten er ideeën of zelfs al stukjes code achter die door andere worden gebruikt om hun ideeën of code aan toe te voegen zodat uiteindelijk met veel relatief eenvoudige handelingen, uitgevoerd door mensen die nooit direct met elkaar communiceerden en niet centraal werden aangestuurd, uiterst complexe software zoals de Firefox browser en het Linux besturingssysteem kan worden gebouwd.
Web 2.0
Een nieuw toepassingsgebied is web 2.0. De interactie tussen actoren op internet via zogenaamde Web 2.0 of social websites kan ook als stigmergie bezien worden. Het kan daarbij gaan om de min of meer georganiseerde, doelgerichte, samenwerking tussen actoren in open source software of in wiki's, zoals Wikipedia. Ook minder doelgerichte interactie via sociale netwerken (Facebook, Hyves, LinkedIn en dergelijke.) of weblogs (onder meer Wordpress, Blogger, MSN Spaces) zijn voorbeelden van stigmergie. Actoren treden naar buiten met informatie over zichzelf in de vorm van persoonlijke gegevens, hun netwerk en/of foto en video-materiaal of door middel van het verspreiden van informatie of opinies. Zij beïnvloeden en stimuleren door middel van deze nagelaten sporen het gedrag van andere actoren. 
Enterprise 2.0
Voortbouwend op de herontdekking van menselijke stigmergische samenwerking op het Web 2.0 zijn de contouren zichtbaar van een nieuw soort organisatiestructuur. Traditioneel worden grote organisaties gestructureerd als een bureaucratie, hetgeen een doorontwikkeling is van de industriële modellen van Frederick Taylor en later Henry Ford. Deze modellen zijn gebaseerd op vaste functies, vaste workflows en een algeheel machinematig karakter. Centrale aansturing en directe communicatie zijn de basis in dit model. Een veranderende maatschappij en evoluerende technologie maken nu een stigmergisch model naar voorbeeld van Web 2.0 ook intern mogelijk. De voordelen van een dergelijk model zijn gemakkelijkere communicatie en samenwerking met de omgeving (klanten, andere bedrijven), betere benutting van aanwezig talent, flexibelere en schaalbaardere operatie en werken any time & any place (Het Nieuwe Werken).